# Corno Gries
Il Corno Gries (Krieshorä in walser formazzino) è una montagna delle Alpi, di altitudine 2969 m, situata nelle Alpi Lepontine, in val Formazza, al confine tra l'Italia e la Svizzera.

## Caratteristiche
La cima è il punto culminante del gruppo montuoso situato fra il passo del Gries, il passo di San Giacomo e il passo della Novena. Ad ovest si trovano la forchetta del Piccolo Corno Gries e il Piccolo Corno Gries; ad est la forchetta del Corno Gries, il passo di Valrossa e la punta di Valrossa; a sud il passo di Brunni e il Corno Brunni.